# Олинт (митология)
Олинт (на старогръцки: Όλυνθος, Ólynthos) е в тракийската и древногръцката митология епоним на град Олинт. Той е син на Херакъл и наядата или езерната богиня Болба. Според Конон и Стефан Византийски той е син на речния бог и тракийски цар в Тракия Стримон и музата на музиката Евтерпа или Калиопа. Майка му Болба му дава много риба през месеците антестерион и елафеболион в езерото близо до град Аполония на Халкидически полуостров.
Брат е на Рез и Бранга. Когато е нападнат от лъв, брат му Бранга го спасява.
На брега на река Олинтиак стоит паметник на Олинфт.